# SD戰國傳 武者七人眾篇
1987年，系列，首次推出以日本武士為參考的「武者七人眾篇」，以漫畫「模型狂四郎」角色「武者頑馱無」為主角，講述以武者組成的「頑馱無軍團」，與受「闇皇帝」支配的「闇軍團」，互相角力。由於故事世界觀直接影響日後各篇章，因而被視為武者世界的基石。例如「光」與「闇」的對立，「大將軍」「將頑馱無」等職位，都是源於「七人眾篇」。
而「武者七人眾」大受歡迎，除了模型、玩具、萬變卡等等各類遊戲商品以外，更曾經在1989年－1990年間推出數部OVA單元及動畫電影。相關DVD套裝，於2007年11月重新推出。
「七人眾篇」將「SD化」的概念發揚光大，亦影響其他動漫作品，推出以日本戰國時代為背景，並將角色SD化的作品。例如，等等。至於80年代人氣之作「超時空要塞」，更曾推出以戰國武將為藍本的SD系列《超時空烈伝 真空路守》。
在作品內，MS性質接近人類，除擁有納米金屬細胞，可自動修復傷口，更需要進食維持運作，更如人類一樣，會生兒育女，小孩更會長大成人。

## 概觀
SD戰國傳首先由今石進（筆名為MARSHI）於BB戰士17號武者頑馱無模型說明書所附錄的連環漫畫「Comic World」上勾勒出雛型。其中的角色均出自鋼彈宇宙世紀中的《機動戰士GUNDAM》，《機動戰士Z GUNDAM》，《機動戰士GUNDAM ZZ》及《機動戰士GUNDAM 》。
而後萬代公司並開始連同漫畫月刊Comic BonBon，把最初的世界觀透過各種媒體大幅地擴展開來，尤其是SD GUNDAM的原設計者橫井孝二（別名：鳥山劣）藉由在該刊物上所連載的《元祖！SD鋼彈》補足了Comic World之外的各項細部設定。
另外由武者GUNDAM的創造者大和虹一作畫的《SD武者頑馱無風雲錄》亦是其中重要的影響作品之一。

## 故事
數十年前，頑馱無軍團領袖「初代大將軍」，與黑暗軍團首領「黑魔神」交戰中陣亡（天下統一篇）。在群龍無首之下，作為大將軍之弟「雷頑馱無」從隱居中東山再起，擁戴侄子「雷凰」為大將軍，又自任為頑馱無軍團軍師「將頑馱無」，希望集結各路武者，重建軍團。其中實力最強者有七人，後世亦稱之為「武者七人眾」，名聞天下。
而頑馱無軍團戰敗後，亦導致作為軍團同盟的「殺驅一族」，轉投闇黑軍團。後來族人首領「殺驅」成為軍團領袖，名號「殺驅頭」，統領時隱之國武者及部份暗黑軍團舊部，改名為「闇軍團」。兩方集團互相角力，故事就由此展開。
「武者五人眾」之一精太頑馱無，與殺驅三兄弟—古殺驅、今殺驅、新殺驅包圍時，以人馬型態輕鬆突圍。然而殺驅頭親自出馬，並向精太攻擊，形勢急轉直下。幸得摩亞屈、馱舞留精太前來相救。馱舞留精太更使出「目牙閃光砲」（頭部Mega Cannon），可惜仍讓殺驅頭逃脫。
戰線另一方，仁宇正與「堂我一族」首領漣飛威交手。然而即使變成武者飛龍，仁宇仍無法戰勝漣飛威。雖然如此，漣飛威卻由於負責取刀的「飛來擊」（Funnel）不聽使喚，無法使出致命一擊，仁宇才保住性命。
武者五人眾在將頑馱無召集下，再次集結。五人眾集結隱密（農丸），繼續與闇軍團的對戰。後來在與巨忍一族交手時，遇到曾為「七人眾」成員，現在被璽惡操縱的齋胡。在齋胡怪力攻勢之下，即使出動五人眾亦不得要領。千鈞一髮之際，武者以「苦無」破壞控制齋胡的洗腦面具，齋胡回復意識，更將璽惡擊退。
後來，將頑馱無的間謀百士貴及百鬼丸，把發現「闇將軍」的消息通報。於是將頑馱無決定，全軍向闇軍團發動攻勢。而隱密亦變回武者農丸頑馱無。自此「武者七人眾」再次齊集。
而闇將軍亦親赴戰場，與頑馱無軍團作最後決戰。原來闇將軍是殺驅頭進化而成，七人眾與將頑馱無奮力作戰，最後殺驅頭戰敗，闇將軍鎧甲被打碎。隱藏於當中，黑魔神蛻變而成的「闇皇帝」現身。
感到危機湧現的頑馱無大將軍（雷凰），立即趕到戰場，與闇皇帝作最終了斷。闇皇帝使出魔力，使自己巨大化。大將軍則吸收「武者五人眾」力量，令身體變大。兩名巨大首領相持不下。最後，頑馱無大將軍決定與闇皇帝同歸於盡。兩人化身成五顆「光之玉」及五塊「闇之碎片」。事件亦成為「風林火山篇」的序幕。

## 主要人物

### 頑馱無軍團
- 頑馱無大將軍（原創）

頑馱無軍團大將軍，鳳凰頑馱無（初代大將軍）之子，將頑馱無姪子。原名「雷凰頑馱無」，在領袖「字音太君」被闇軍團暗殺後繼任。最終大戰時吸收七人眾力量，令體型變大（豪華大將軍）， 最後與闇皇帝同歸於盡，化成五顆光之玉， 日後為「新生武者五人眾」所繼承。
頭盔與德川家康的「大黑頭巾兜」相似。
在橫井孝二的四格漫畫《元祖！SD GUNDAM》中有另一條故事線，最後以「九字箴言」讓將頑馱無+七人眾加持中心的大將軍
上右：臨（將）
右上：兵（武者頑馱無）
右下：鬥（農丸頑馱無）
下右：者（頑馱無摩亞屈）
下左：皆（精太頑馱無）
左下：陣（馱舞留精太頑馱無）
左上：列（仁宇頑馱無）
上左：在（齋胡頑馱無）
中央：前（頑馱無大將軍）
在使裝有五人眾飾角的軍配與百鬼丸的不動明王印共鳴，大將軍奇蹟般昇華成「頑馱無明王」（此角色原為讀者投稿的設計），與闇皇帝同歸於盡。頑馱無明王死後成為代代庇護著頑馱無一族的守護神。不過橫井孝二在稍後漫畫合輯中，將頑馱無明王列為黑歷史。
【轉變】：
Comic World正史版：雷凰→二代目大將軍
橫井孝二元祖版：雷凰→二代目大將軍→頑馱無明王
- 將頑駄無（PF-78-1 PF-78-2 パーフェクトガンダム/Perfect Gundam）

由雷頑駄無轉變而成，負責統領頑馱無軍團，轉戰各地。頑駄無軍團軍師、大將軍的右手，武者及農丸之父，百士貴之養父，初代大將軍（鳳凰）之弟。
身經百戰、精通各種武藝的強者，可與老虎合體為「武者老虎」。只要當憤怒到達頂點時，全身會變為紫色的「霸惡笛救人」（Perfact）。後來隱居山林，由精太繼任。
在大和虹一所繪的漫畫「SDGUNDAM風雲錄·風林火山篇」中，則是安排他著裝備「麒麟之神器」，與魔化的殺驅頭同歸於盡。後來荒烈驅主等人打算尋找令三代目大將軍力量增強的方法時，再次出現在眾人面前。。
【轉變】：
雷頑馱無→將頑馱無
- 武者百士貴（MSN-00100 百式）

前頑馱無軍團軍師，後來成為領袖「字音太君」的百之進長子，百鬼丸之兄。貴族出身、一如「百士貴」之名所示，意謂「百人武者中最高貴的人」， 父親死後， 在養父將頑馱無嚴格教育下， 擁有與七人眾匹敵的實力， 又名「飛夜紅死鬼」。曾經與闇軍團女忍者玖邊麗相戀。經常與弟弟百鬼丸， 擔任刺探任務。常用武器係長刀「大太刀」（超任遊戲「大將軍烈傳中」，有另一名稱「晾衫竹」）。OVA中， 兩兄弟因而弄出不少笑話。
大戰結束後， 與玖邊麗結婚， 誕下一子百士鬼改，其子後來更拜摩亞屈為師。
百士貴與玖邊麗的戀情，父親被暗殺，「飛夜紅死鬼」等情節， 全部來自「機動戰士」中夏亞的經歷（夏亞與哈曼曾經是戀人）。另外在產品的企劃階段，曾有設計搭配百士貴的「孔雀之神器」，不過最後並未商品化。
- 忍者百鬼丸（MSR-100S 量産型百式改）

字音太君次子，百士貴之弟。父親死後，跟隨傳說的忍者．「殺驅雲齋」修煉忍術， 以成為最強忍者為目標。後來加入頑馱無軍團， 與兄長並肩作戰。為「忍者頑駄無組」之首領。特技為以額上「百鬼夜行」文字，便出幻術迷惑敵人。

#### 武者七人眾
原本只有武者頑馱無，武者摩亞屈頑馱無，武者精太頑馱無及武者馱舞留精太頑馱無，後來為配合新出版的動畫「機動戰士GUNDAM 」，加入由主角機NU設計而成的武者仁宇頑馱無，成為「武者五人眾」。這個稱號，主要是為了配合OVA版故事。在模型漫畫中，始終以「七人眾」為名號。及後的作品亦多有「五人眾」或「七人眾」等的角色組合。
除了正史中有關「七人眾」的記述外，後來更有傳說中「第八人眾」的頑馱無真惡參。後來由於被神秘落雷擊中，自此消失於天宮歷史中，間接導致大將軍的力量不足，而選擇與闇皇帝同歸於盡。
「武者七人眾篇」一名，是後來官方另行追加。最初系列只名為「SD戰國傳」。後來，由於推出了「風林火山編」及「天下統一編」，為了方便區分，就將之前的定為「武者七人眾編」。而七人眾是改編自黑澤明電影「七武士」
- 武者頑馱無（RX-78-2 ガンダム《模型狂四郎》武者Gundam）

「武者七人眾」之首，首位獲得「武者」稱號的成員，是當時擔任大將軍參謀的「將頑馱無」之長子，「七人眾」成員隱密/農丸頑駄無之兄。必殺技是「破浪斬」。二代目大將軍戰死後，將頑馱無逃亡，並化身成農民，武者亦與弟弟農丸分開。後來以其實力，成為「武者七人眾」領袖。其後繼任為「三代目大將軍」。OVA中，有一情人「薩克子」。
天生熱血、鬥志強頑，面對敵人亦毫不畏懼，但缺點同樣是血氣剛強，行動有時顯得魯莽。
【轉變】：
武者頑馱無┐　　　　　　　　　　　　　┌→三代目頑馱無大將軍
　　　　　└→信玄頑馱無（一時之變化）┘
- 武者農丸頑馱無／隱密頑馱無（《超戰士Gundam野郎》武者Gundam 天地大河Special＝RX-78-2，農丸為Normal之意）

「武者七人眾」之一， 以黃金獅子為守護獸，當時擔任大將軍參謀的「將頑馱無」次子，「七人眾」首領武者之孿生兄弟。擅長各種武藝，甚至連摩亞屈的二刀流亦是由其所傳授。（在BB戰士17號武者的說明書漫畫當中， 農丸被稱為「二刀流農民」，可能是要修正此設定，後來農丸亦沒再使用雙刀，改由摩亞屈所用。）
「七人眾」故事裡， 最初以忍者「隱密頑馱無」身份出現， 負責刺探敵情。最終決戰時，才變回武者「農丸頑馱無」。當大將軍與闇皇帝化為碎片後，農丸拾到擁有碎片的嬰兒（後來的養子荒烈驅主），更以「武者獅子」擊退前來阻止的璽惡。
農丸頑馱無出世後的武者造型，最初只是《超戰士Gundam野郎》中，由主角天地大河以武者頑馱無改造而成的「天地大河Special武者頑馱無」，後來以逆輸入方式，由該作品中取用，才成為正式的設計，同時被設定為武者頑馱無的孿生弟弟。
武者 亜礼薬(アレックス)：農丸頑駄無の変装，於横井版的漫畫中登場，原型是RX-78NT-1 ガンダムNT-1アレックス/Gundam "Alex"，全身蓋滿紙箱。
【轉變】：
若農丸頑馱無（農丸）→農丸頑馱無＝隱密頑馱無→柳生農兵衛＝頑馱無副將軍
- 武者精太頑馱無（MSΖ-006 Ζガンダム《模型狂四郎》武者Z Gundam）

「武者七人眾」軍師， 是出身於西方國家「影舞亂夢」的武神頑馱無之子。貴族出身的神箭手。有一愛馬「超‧緒羅四恩(スーパーオラシオン)」， 能夠合體成「人馬型態」， 發揮超出平常30倍的機動力。
可裝備故鄉的神物「麒麟之神器」。
外型來自平安時代名將源義經。
【轉變】：
若精太（精太）→武者精太頑馱無／麒麟之神器型態┐　　　　　　　　　　　　　┌→二代目將頑馱無
　　　　　　　　　　　　　　　　　　　　　　　└→謙信頑馱無（一時之變化）┘
- 武者頑馱無摩亞屈（RX-178 ガンダム Mk-II《模型狂四郎》武者Gundam Mark II）

「武者七人眾」成員， 「四獸王」隼頑馱無之子， 在森林中長大、擅長二刀流的獵人， 原名「若隼頑馱無」。由於曾出手救助將頑馱無，因而被招攬。與守護獸「大鷲」， 可以使用「空陸戰法」， 亦可以合體成「武者大鷲」，在闇軍團作戰中，其高強劍法在兩軍當中相當有名。
後來繼承「四天王」之「林之鎧」， 變成「密林之摩亞屈」。其徒弟為「新生武者五人眾」中的「百士鬼改」。
可裝備傳說裝備「天翔之神器」。
外型來自戰國時代武將黑田長政。
【轉變】：
若隼頑馱無（摩亞屈）→武者頑馱無摩亞屈／天翔之神器型態→密林之摩亞屈
- 武者馱無留精太頑馱無（MSZ-010 ZZガンダム/ZZ Gundam）

「武者七人眾」機械師，「四獸王」獅頑馱無之子。武者頑馱無中唯一使用大炮的武者，使用炮術之外，本身亦擁有怪力。個性豪爽，亦是機械學權威，同時為後世「機械一門」創始人，對後世影響深遠。
曾經擔任復修「機動武者大鋼」，製作自用機械，可以個人意志操控的「武者戰車」，武者頑馱無專用「璽威武裝」。對自己有相當自信，酒量卻極差。後來成為「火炎天」繼承者—「火炎之馱無留精太」。其徒弟為「新生武者五人眾」中的「武者江須」。
水上下駄舞留精太：裝備水上用装備的駄舞留精太，陸戰版則裝備白虎之神器型態。
【轉變】：
若獅頑馱無（馱舞留精太）→武者馱舞留精太頑馱無→火炎之馱舞留精太
- 武者仁宇頑馱無（本体：RX-93 νガンダム/ν Gundam, 肩：ヤクト・ドーガ）

「武者七人眾」成員，出身貴族， 「四獸王」龍頑馱無之子。父母雙亡後，在山寺修行，後來遇到飛龍後，與吏·我髓到天下各處修行， 曾打敗當時為山賊的齋胡（亦為七人眾成員）。擅長操縱飛龍， 擁有祖傳的萬能兵器「対扇子龍」（ツインファンネル/Twin Funnel） ，可與修行夥伴「飛龍」合體成「武者飛龍」。
後來繼承「風之鎧」成為「疾風之仁宇」。其徒弟為「新生武者五人眾」中的「武者風雷主」。
外形是根據戰國名將真田幸村設計。可裝備傳說兵器「青龍之神器」。
【轉變】：
若龍頑馱無（仁宇）→武者仁宇頑馱無／青龍之神器型態→疾風之仁宇頑馱無
- 武者齋胡頑馱無（MRX-009 サイコガンダム/Psyco Gundam）

「武者七人眾」之一，「四獸王」犀頑馱無之子，碎虎摩亞屈之兄。曾為山賊首領， 後來被仁宇打敗後， 加入頑馱無軍團。（事件亦導致碎虎摩亞屈對兄長失望，投歸闇軍團。）體型巨大，怪力無雙，擁有守護獸「武者猛牛」。後來落入闇軍團手中，被逼戴上洗腦面具，轉而攻擊頑馱無軍團。「風林火山篇」中，繼承「光山天」之力， 變成「巨山之齋胡」。
原型來自戰國時代武將本多忠勝
【轉變】：
若犀頑馱無（齋胡）→武者齋胡頑馱無→巨山之齋胡
- 頑馱無真惡參（MSF-007 Gundam Mark III）

傳說中「武者八人眾」一員，若武者時期，已是擁有與武者頑馱無匹敵之實力。然而亦因此，逐漸滋長野心，更想籍「白銀之盾」征服天下，將前來阻止的摩亞屈打倒。然而一道雷電擊中真惡參，令他轉移到異次元世界的騎士之國－拉克羅亞，只遺下「白銀之盾」及「銀狼劍」。（後來為子孫真驅參所繼承。）
真惡參與騎士的關係，其實早於「SD鋼彈外傳．SIEG吉翁篇」中已經出現。製作單位本來打算將故事中早期反派、後來與騎士鋼彈融合成「超越之龍」（Superior Dragon）的鋼彈，設定由真惡參的「惡」之心，與飛龍融合而成。後來該設定則改為：真惡參同時分裂成騎士及鋼彈，最後兩人與飛龍融合，才變成「超越之龍」。
真惡參頭盔用上半月角飾，是參考當年奧州霸主伊達政宗。

##### 隱密行動隊
將頑駄無直屬的部隊， 負責收集情報，刺探敵情。由於擁有「影」的力量， 故擅長夜間作戰。
- 武者影頑駄無（RX-78-2 Gundam）
- 武者影精太頑駄無（MSZ-006 Zeta Gundam）
- 武者影馱舞留精太頑駄無（MSZ-010 ZZ Gundam）

##### 突忍軍團
- 出伊慈繪（MSK-008 ディジェ/Dijeh）

突忍軍團軍團長，百士貴的手下。體型巨大，但機動力一樣靈活，擅長肉搏戰。曾經在拯救齋胡時，使用「地面返之術」救助，而顯名於頑馱無軍團，以此功勞，被將頑馱無任命為直屬的「忍者頑駄無組」成員之一。武器除了左肩突出的烈牙，還有連著鎖鏈的巨大鐵球。
- 吏．我髓（RGZ-91 リ・ガズィ/Re-GZ）

突忍第一部隊隊長，勇猛果敢的猛將。父親「玄人斗．吏我髓」。使用武器「三叉之槍」，擅展突擊戰，是仁宇修行的夥伴，暗中視精太為武藝上的對手。憧憬著獲得「頑馱無」稱號，可惜一直未能如願。
吏．我髓於「風林火山篇」的企劃中，原訂是「新生五人眾」成員之一。但後來由百士鬼改取代。
- 女足（MSA-005 メタス/Methuss）

突忍第二部隊隊長，頑馱無軍團中的唯一女性。使用手背的短劍進行華麗攻擊，擅長名為「秘技渣古尼羅變化」的變裝技，執行隱密行動，情報收集。將頑馱無直屬的「忍者頑駄無組」成員之一。小時候已經傾慕「七人眾」軍師精太。
女足與精太的感情線，是蛻變自「機動戰士Z 鋼彈」中與花·園麗的相同情節。
- 音喪（MSA-003 ネモ/Nemo）

突忍軍團下忍， 主要擔任潛伏戰、奇襲戰等特殊秘密任務。以迅速的機動力，突進的力量驅趕敵人，在會戰時，亦擔當後方支援射擊，密集射擊多次令闇軍團相當頭痛。然而相對弓術，極不擅長刀術以及槍術等格鬥技。
- 慈繪丸（RGM-89 ジェガン/Jegan）

與音喪一樣， 是突忍軍團士兵， 主要由鐵炮隊組成， 以鎗擊補助我方突擊。
慈繪丸並無跟隨Jegan用色，反而是配上了同機械設計者出淵裕所參加的另一作品「機動警察」中，主角機「英格蘭姆」的色調。這與當年七人眾推出時，正值「機動警察」的推出有關。

##### 火忍軍團
- 里空出伊鮮姿（RMS-099[Q.V] リック・ディアス/Rick Dias[專用]）

火忍軍團軍團長， 集合所有火力及破壞力優秀的人組成軍團。擁有堅硬的鎧甲及力量， 攻擊力足以壓倒闇軍團。
父親為「玄人斗．里空出伊鮮姿」
- 頑巨炮（RX-77-2 ガンキャノン/Guncannon）

- 頑戰車（RX-75-4 ガンタンク/Guntank）

- 璽武（RGM-79 ジム/GM）

火忍軍團下忍，為數眾多，極之聽命於隊長里空出伊鮮姿的命令，全身覆上頭盔鎧甲，雖然使用長槍，但由於重裝備，令單體戰力貧弱，因此作戰時多以集體行動，以及鬥志旺盛的個性衝向敵陣。
- 璽武通（RMS-179/RGM-79R ジムII/GM II）

火忍軍團下忍，慣常與璽武一同行動。精於槍術，合戰時經常以長槍突擊闇軍團敵陣，頭上只綁上頭帶，沒有頭盔，令作戰時更加敏捷靈活。

##### 下忍軍團
- 暴留（RB-79 ボール/Ball）

有著大量外表相同的成員、頑馱無軍團最下級士兵，單體戰力薄弱，但集合眾多成員亂攻亂打的突擊戰法，卻有著猶如大海嘯的氣勢，足以突破敵人城窘的威力，武器主要為刀及槍，少數成員亦有配備弓箭。與「天下統一篇」時代「玄人斗暴留」關係不明。
- 自衛丸一号機（AV-98 ９８式ＡＶ　イングラム１号機/Ingram）
- 自衛丸二号機（AV-98 ９８式ＡＶ　イングラム２号機/Ingram）

慈繪丸的堂兄弟，平常駐留在頑馱無軍團諸領地，維持治安。精通格鬥術，但會戰時主要以鐵炮，對武者軍團進行遠程火力支援。共有兩位；一號機為兄，二號機則為弟。與慈繪丸的最大區別，是手持十手沒有披戴斗笠的捕快打扮。
原型機為機動警察的英格蘭姆，因為當年武者七人眾推出時，正值機動警察電影版公映，而慈繪丸原型機傑鋼（Jegun）與英格蘭姆，又同樣是由出淵裕設計（當年機動警察的作者結城正美更直言傑鋼的外形，是借用英格蘭姆），所以自衛丸便被設定成為慈繪丸的「親戚」，而這次也是唯一非GUNDAM系作品，加入SD GUNDAM系列的角色。

##### 座騎
- 白部衛寿（SCV-70 ホワイトベース/Whitebase）

機動要塞，《ＳＤ武者鋼彈風雲錄》中登場，荒馬山中的傳說的天馬，武者們搭乘它移動。
- 守護獸

「七人眾篇」的特色，即是頑馱無軍團中主要成員，均有相屬守護獸／機械，可與主人合體／交換鎧甲。這包括：
武者精太的名駒「緒羅四恩」(オラシオン)，可合體成「人馬SPECIAL」。
武者摩亞屈的「大鷲」，昔日摩亞屈在山中修行時遇到，此後便成為伙伴。作為載具背起摩亞屈，便可使出絕技「空中戰法」，另外更可合體成「武者大鷲」，以頭上的種子島連發銃進行高空掃射。
武者仁字的「飛龍」，是數千年前已經存在的龍神之兒子，亦是仁宇在武術修行時的對手兼同伴，可合體成「武者飛龍」，透過與仁宇進行一心同體的結合，使之擁有超越常人的智慧。
武者齋胡的「猛牛」，打從齋胡身為山賊時已經相隨，有著強頑體格，一旦被激怒而發狂攻擊，便無人能阻。合體成「武者猛牛」，令防禦力提升，足以與重戰車匹敵，突進威力亦大幅提升。
武者農丸額上金獅「大河」，可穿上農丸鎧甲，成為「武者獅子」。
武者馱舞留精太的自製兵器「戰車」，全身包裹重甲，足以抵受近距離爆擊，平常由馱舞留精太以意志進行遙遠控制，可用作乘搭進行二重攻擊，亦可合體成「武者戰車」，以強力火炮轟炸敵人。
將頑馱無的「馬來之虎」，可合體成半人半虎型態。
當中「頑馱無大將軍」以鳳凰為守護獸，更成為日後大將軍御用神鳥。
而八人眾中最早獲得「武者」稱號的武者頑馱無及真惡參，則無專用守護獸。「元祖SD GUNDAM」模型系列中，武者頑馱無分別擁有「鷲型飛行盾」及「璽威武裝」（元祖版本由馱舞留精太開發，與「天下統一編」中由百之進按繪卷製作的「武者璽威武裝」並無關連。），真惡參可變形成半人馬型態（從GUNDAM Carddass中顯示，真惡參是沿用騎士GUNDAM的後腿。）。

### 闇軍團
- 闇皇帝（横井孝二原創機體）

闇軍團中的幕後主腦，其真實身份及來歷不明，有說是來自武者世界以外的宇宙。擁有適應外在環境而改變自己的能力。藉著「闇之鎧」而操控著殺驅頭。即使其肉體被毀滅但仍然不會死去，並因為能夠不停的復活而使頑太無軍團多次陷入苦戰。被稱為「諸惡的根源」。

#### 殺驅一族
- 殺驅頭／闇將軍（MS-06FZ ザク II 改/Zaku II FZ)

時穩之國之國主，亦是「殺驅一族」的領袖，即是「天下統一編」的「殺驅」，曾經是初代目頑馱無大將軍的（鳳凰頑馱無）夥伴，亦是將頑馱無（雷頑馱無）的好朋友。初代大將軍陣亡後，黑魔神（即本作的闇皇帝）對殺驅頭進行洗腦，將暗黑軍團成員與時隱合併，組成闇軍團，希望能剷除頑馱無軍團以統一天下。左眼曾在大約三十年前被刀所傷（單行本中被箭射傷），所以需帶上眼罩。所持武器是「雷光丸」，必殺技是「真幻霧斬」。
本性正義及善良，但當裝上了闇皇帝寄宿的「闇之鎧」後則變成殘酷不仁的暴君──闇將軍。殺駆頭及闇將軍雖然是同一人，但兩個狀態的意識是獨立的。武器包括被邪惡之氣包圍的「暗黑劍」、以及平常作為闇之鎧鎧台座的大口徑能量炮「暗黑炮」。

##### 殺驅三兄弟
- 古殺驅（MS-05 B 旧ザク/Zaku I）

殺駆三兄弟中最年長的一名，擔任軍團參謀。喜用不公平及卑鄙的手段去帶成勝利的目的。殺駆三兄弟的成名絕技是矇眼後使出的「切西瓜劍法」，有一愛刀「古月」。
頭飾以「鷹」為象徵。
- 世伊良（セイラ/雪拉）

《ＳＤ武者鋼彈風雲錄》中登場，古殺驅的養女，由闇黑軍團退出後四處流浪找尋哥哥，讀者多以原作來推測是漣飛威。
- 今殺驅（MS-06FZ ザクII改 Bタイプ/Zaku II）

三兄弟中排行第二，性格十分粗暴及自傲。有一愛刀「今月」。
頭飾以「虎」為象徵。
- 新殺驅（AMX-110 B ザクIII/Zaku III）

三兄弟中最年輕的一個，其自我陶醉的性格使他十分著重外表，愛好女性，即使戰鬥時仍然不忘，尤其迷戀惡沈一族首領玖邊麗。
頭飾以「熊」為象徵。

###### 成員
- 影忍者 射殺驅（MS-06S シャア専用ザク/Zaku II）

殺驅頭之直屬忍者，是殺驅一族中速度最高之一人，負責闇軍團的諜報活動，需要潛入敵方陣地取得第一手情報，作為忍者身份，全身只有黑色外裝，擅長隱藏在敵人的影子中，出其不意地從背後襲擊。由於對武藝相當自信，早已忘記「同伴」的存在及重要性。
- 砂殺驅（MS-06D ザク・デザートタイプ/Zaku Desert Type）

古殺驅手下沙忍，善於陸上作戰，能於沙中潛伏。
- 水殺驅（MS-06M(MSM-01)ザク・マリンタイプ/ Zaku Marine Type）

古殺驅手下水忍，善於水中作戰。
- 高襍句（RMS-106 ハイザック/Hizack）

- 偵襍句（RMS-119 アイザック/EWAC Zack "Eye-Zack"）

- 隱高襍句（RMS-106CS ハイザックカスタム/Hizack Custom）

#### 堂我一族
「堂我」音為ドーガ/Doga，演者多為 機動戰士鋼彈 逆襲的夏亞 作品中新阿克西斯的機體。
- 漣飛威（MSN-04 サザビー/Sazabi）

闇軍團中的Super Big 3之一；堂我一族的首領及闇軍團中的上忍，討厭卑鄙的戰術，其優秀的劍術及對公平決鬥的執著使他深得其部下的信賴。
- 厄斗堂我・義由寧（MSN-03[G.G] ギュネイ専用ヤクト・ドーガ/Jagd Doga[基尼專用機]）

堂我一族上忍，身為忍者，亦精於格鬥術，妻子為紅鋭守
- 厄斗堂我・紅鋭守（MSN-03[Q.P] クェス専用ヤクト・ドーガ/Jagd Doga[姬絲專用機]）

堂我一族成員，與丈夫義由寧同為忍者；原為「女忍者五人眾」之一，相對義由寧，在戰場上較少出現。
- 有覇亜慈射（NZ-333 α・アジール/α-Azieru）

有時也叫作「有覇悪・亜慈射」，漣飛威直屬巨忍，為闇軍團屢立功勞。體型巨大，被稱為堂我一族最終兵器，體型相當巨大，甚至凌駕於巨忍軍團成員，其蠻力殺法破壞力驚人，多次令頑馱無軍團束手無策。然而在龐大體型下，唯一的弱點，為機動力相當遲鈍。
- 義羅堂我（AMS-119 ギラ・ドーガ/Geara Doga）

堂我一族下忍，忍術高明，全身藏有多種暗器。身手敏捷，能夠飛快地在密林間穿梭，再乘敵不備時，突然拔出背中忍者刀偷襲敵人。

#### 惡沈一族
「惡沈」乃玖邊麗故鄉，「惡沈一族」是指由出身該地的武者，所組成的軍團。「惡沈」一名，來自「Z」及「ZZ」中哈曼建立之「阿克西斯」（アクシズ/Axis），所以成員多半是原作品中阿克西斯的機體。
- 玖邊麗（AMX-004 キュベレイ/Qubeley）

闇軍團中的Super Big 3之一；悪沈一族的首領，原為「女忍者五人眾」的首席，是軍團內首屈一指的美女。與武者百士貴相戀，婚後離開闇軍團，並誕下兒子「新生武者五人眾」中的武者百士貴改。
- 我頭右（AMX-117R ガズＲ/Gazu-R）

玖邊麗最誠心的護衛。我頭左之兄。
- 我頭左（AMX-117L ガズＬ/Gazu-L）

玖邊麗最誠心的護衛。我頭右之弟。
- 我坐出伊（AMX-006 ガザＤ/Gaza-D）

惡沈一族下忍部隊。相當恪守一族領袖玖邊麗命令。特技是變成炮台，以背上大炮進行密集射擊，以及進行三位一體攻擊戰法「我坐棲鬥無」。
最著名的成員為我坐士伊（AMX-003 ガザＣ/Gaza-C），於Gameboy遊戲SDガンダム SD戦国伝 国盗り物語登場，屬於暗黒軍雷撃部。
- 我坐士（ガザ/Gaza）

惡沈一族雜兵，配備有刃守蛇阿薙刀(バスターナギナタ/Buster 薙刀)。

#### 巨忍軍團
- 璽悪（PMX-003 ジ・O/THE O）

闇軍團中的Super Big 3之一；巨忍軍團的首領。是闇軍團中最狡猾的一員，一直尋找合機會去篡奪闇軍團。把齋胡洗腦並成為團中的一名成員。
- 彈犬（NRX-055-2 バウンド・ドック/Baund Doc[專用]）

巨忍軍團中實力屬NO.2的武者、裝備堅硬鎧甲，即使刀槍攻擊，亦會遭反彈。常用武器包括左腕上帶有巨鉗的斗笠、以及右腕的銳爪。必殺技為與斗笠合體變身、使出「忍法斗笠攻擊」，是隱密頑馱無最大對手。
- 紅陰慢查（NZ-000 クィン・マンサ/Quin Mantha）

原「女忍者五人眾」成員之一，雖然有著巨大體型，即使在狹窄場所活動，依然不減其矯捷勇猛，以劍法華麗著稱，胸前的巨大米加炮火力強大，多次令頑馱無軍團陷入困境。
- 璽御愚（MSN-02 ジオング/Zeong）

擁有飛行能力的巨忍，體內隱藏各種武器，巨大體型伴隨不相稱的機動力，性格殘忍。特技為以頭部及手腕分體攻擊。
- 武者齋胡頑馱無（MRX-009 サイコガンダム/Psyco Gundam）

參見#武者齋胡頑馱無

#### 僧兵軍團
- 怒武（MS-10 ペズン・ドワッジ/Pezun Dowadge）

僧兵軍團成員，對自身力量極有自信、能使用七種武器（棍棒、刀、槍、鐮刀、長矛、大炮等等）的武僧。為求得勝，會不斷輪流使用各種武器直至達到目的。得意武器為大炮，一旦被其狙擊，便無法逃走。家族成員包括二弟「怒輪津慈」和三弟「怒雷仙」。
- 怒輪津慈（MS-09G ドワッジ/Dowadge）

僧兵軍團成員、怒武二弟。
- 武者怒雷仙（AMX-009 ドライセン/Dreissen）

僧兵軍團成員、怒武三弟。對惡沈一族首領玖邊麗有好感，但始終未能加入惡沈成為成員。生有怪力，同時精於使用長矛、棍棒及雙叉槍，曾受下塁愚々指點武術，視「殺驅三兄弟」新殺驅為對手。
- 武者怒武（MS-09 ドム/DOM）

僧兵軍團步兵。武者怒武共有三人，能使用「氣流攻擊」。是二刀流的高手，頭上尖角亦是武器。
曾在與影武者頑馱無的戰鬥中，本想使用頭上尖角刺去對手，但最後反而被影武者頑馱無刺中頭部。
- 下塁愚々（MS-14A ゲルググ/Gelgoog）

闇軍團下忍成員，出身高貴門弟，平常穿著祖先流傳的華麗鎧甲，對自小鍛鍊所得的高強腕力極有自信。作為闇軍團成員，卻有著光明正大、愛好堂堂正正決鬥的一面。武者怒雷仙的師傅。必殺技為使用背後光束雙頭刀發動的「旋風斬」。

##### 阻路門的風神‧雷神
阻路門(ソロモン/Solomon)位處月月之國(ルナツー/Luna Ⅱ)左鄰，曾在七人眾時期發生「阻路門之亂」，令風神愚怖、雷神摩羅砕再次甦醒，後來更成為闇軍團成員。
- 武者摩羅砕/魔羅砕（RMS-108 マラサイ/Marasai）

僧兵軍團屬下、阻路門之亂時，雷神石像被破壞，封印被解除而再度復活，被稱為「阻路門的雷神」，本身為一名劍術高人，平常與風神愚怖一同行動，多次令頑馱無軍團受到阻攔。曾在Gameboy遊戲「SDガンダム SD戦國伝 國盜り物語」與配件模型「麒麟之神器」漫畫中出場。
- 武者愚怖（MS-07B グフ/Gouf）

阻路門之亂時被噢醒的風神，經常與僧兵一族聯手。

#### 水忍軍團
- 頭護津愚（MSM-07 ズゴック/Z'Gok）

水忍軍團成員。水戰能手，除了使用雙手銳爪撕裂敵人，更可射出頭上飛彈進行攻擊。
- 亞津害（MSM-04 アッガイ/Acguy）

水忍軍團成員。
- 護津愚（MSM-03 ゴッグ/Gogg）

水忍軍團成員。
- 背後突（MSM-03C ハイゴッグ/Hygogg）

水忍軍團成員。與頭津護愚一樣精於水戰、水戰中堪稱無敵的忍者。裝備重鎧甲，依然不減其靈活性。平常與六名水殺驅一同行動，雙臂可以伸長縮短，並以雙手銳爪作武器。
- 可不宇留（AMX-109 カプール/Capule）

水忍軍團成員。能夠在水中變成球形，令機動力大幅提升。同時亦有鋼爪，是武者軍團最大威脅之一。
- 頭護津愚・異（MSM-07E ズゴック-E/Z'Gok-E）

水忍軍團成員。

#### 飛忍軍團
- 璽御愚（MSN-02 ジオング/Zeong）

參見#巨忍軍團
- 反武羅毘（RX-139 ハンブラビ/Hambrabi）

飛忍軍團成員。敏捷度及機動力數一數二的成員。可使用各種暗器進行攻擊，其中名為「海蛇」的長鞭，更可產生高壓電流。
- 頭査（AMX-102 ズサ/Zssa）

- 圧死魔亜（NRX-044 アッシマー/Asshimar）

飛忍軍團成員（舊設定為僧兵軍團下忍）。可變形成巨大手裡劍作戰，以身體進行強力攻擊。
- 我怖崇霊（RX-110 ガブスレイ/Gabthley）

擅長在黑夜中潛入敵陣，進行奇襲作戰、體型巨大、生有蠻力，同時擁有超重量級裝甲的成員，兩肩配有雙刀，出刀之快，在敵人看見刀光時已經遭手起刀落。。

#### 女忍者眾
闇軍團中由女忍者組成的小隊，後來部份成員被調任至其他軍團。
與特攝影集「宇宙刑事賽達（シャイダー）」中的敵對組織之子團體同名。
- 玖邊麗（AMX-004 キュベレイ/Qubeley）

參見#惡沈一族
- 蛮魔蛮魔（AMX-103 ハンマ・ハンマ/Hamma Hamma）

女忍者五人眾成員，可以伸長手臂攻擊。
- 破羅守当音（PMX-001 パラス・アテネ/Palace Athene）

女忍者五人眾成員。兩肩雙眼可發出催眠光線。
- 厄斗堂我・紅鋭守（MSN-03[Q.P] クェス専用ヤクト・ドーガ/Jagd Doga[姬絲專用機]）

參見#堂我一族
- 紅陰慢查（NZ-000 クィン・マンサ/Quin Mantha）

參見#巨忍軍團

#### 騎忍軍團
- 義夜雲（YMS-15 ギャン/Gyan）

騎軍軍團首領，有・邪邪之丈夫，愛好收集古董花瓶。使用西洋花劍，據說是異國武者出身。
曾出現在模型配件「青龍之神器」漫畫當中。
- 武者有・邪邪（AMX-104 R・ジャジャ/R-Jarja）

義夜雲之妻，羽宇之姊，二刀流。
曾出現在模型配件「青龍之神器」漫畫當中。
- 羽宇（AMX-107 バウ/Bawoo）

武者有・邪邪之弟。

#### 一匹狼
- 怒宇勉狼（RMS-154 ドーベン・ウルフ/DÖVEN WOLF)

原本的雷撃部隊隊長，在本篇故事中獨立行動。
照初代大將軍敗陣的原故事中，其一族的勇者"白銀刃"曾是地之鎧的繼承者之一
後來不管那段故事，勉狼一族全滅就只剩怒宇勉狼存活，故稱"一批狼"

#### 下忍
- 刃亜坐武（RMS-154 バーザム/Barzam)

下忍軍團長，有時又寫作「刃亜坐無」或「婆痣武」。
- 狩刃電威兵蛇（RMS-117 ガルバルディβ/GALBALDY β)

- 雜魚（MS-06 ザク/Zaku）

擁有眾多成員、四條腿的嘍囉部隊，與暴留猶如宿敵一樣，同樣有為數眾多的成員、以及使用刀、槍為武器。

## 地理
SD戰國傳在《武者七人眾篇》時僅有簡略的地圖設定。藍色部分為頑馱無軍團據地，紅色部份為闇軍團據地，正中央的中立區域為暴終空城，外形與阿·巴瓦·空一模一樣。
頑馱無城
頑馱無軍團大本營、二代目大將軍所在居庭。在單行本「SD鋼彈風雲錄」中，城下有巨大鑽頭，必要時可整座城池鑽入地底。
邪武楼（ジャブロー/Jaburo)
原名來自「機動戰士鋼彈」中的聯邦軍大本營賈布羅。
月月（ルナツー/Luna Ⅱ）：
參見#阻路門的風神‧雷神，原名來自「機動戰士鋼彈」中的殖民地月神二號。
彩土七（サイド7/Side 7）
原名來自「機動戰士鋼彈」中的殖民群。
濁河流（ダカール/Dakar)
原名來自「機動戰士鋼彈」中的非洲都市達卡。
汚泥砂（オデッサ/Odessa_
原名來自「機動戰士鋼彈」中的敖德薩作戰。
時隠之國（ジオン/Zeon）
闇軍團大部分角色的出身地，即「吉翁」諧音。
頭虫邸(ずむし)
闇軍團本城，殺驅頭及其下屬所在之處。原名來自「機動戰士鋼彈」中吉翁公國的首都茲姆市。
悪沈（アクシズ）
#惡沈一族的根據地
阻路門（ソロモン/Solomon）
參見#阻路門的風神‧雷神，原名來自「機動戰士鋼彈」中的所羅門要塞。
空離舞巢(グリプス/Gryps)
原名來自「機動戰士鋼彈」中的格里普斯戰役。
愚羅灘（グラナダ/Granada）
原名來自「機動戰士鋼彈」中的月面都市格拉那達。
暴終空城（ア・バオア・クー）
最早的設定寫作「亜・破汚亜・空」，後來才改作暴終空城。
傳說的天空之城，每隔333年便會重臨世間。只要將軍團所屬鯉型裝飾裝在天守閣簷蓬上，軍團便能盡得天下。曾成為頑馱無軍團與闇軍團互相爭奪的地方。可惜到城池消失，勝負仍然未分。
「暴終空城」原名來自「機動戰士鋼彈」中的巨大隕石要塞「阿·巴瓦·空」（後來在「機動戰士Z鋼彈」被改名為「色當之門」（ゼダンの門／The Gate of Zedan），曾出現在OVA「SD戰國傳．暴終空城之決戰」及SFC遊戲「大將軍烈傳」中。
霧萬者路（キリマンジャロ/Kilimanjaro)
在橫井孝二的漫畫《元祖！ＳＤガンダム》中，曾出現一位路人「霧萬者路牧場之主」，原名來自機動戰士Z鋼彈，即非洲的吉力馬扎羅山。

## 用語解說
《模型狂四郎》中武者鋼彈的原型
當初於《模型狂四郎》中「武者鋼彈」是以MK-II為藍本所設計的。而「武者鋼彈MK-II」的MK-II之意則是指狂四郎所製的第二架武者型鋼彈，其樣貌是以MK-II與Z來作融合。因此在SD戰國傳中仍舊沿用此典故所遺留下來的特徵，直至1990年萬代推出「MS戰國傳」後，才將武者＝RX-78與摩亞屈＝MK-II的形象給定調。
而這段典故，亦在後來的《武者烈傳．零》中被引用，以MK-II臉部樣貌造型為主的版本被設定為自爆犧牲的長兄摩亞屈，而最初在《模型狂四郎》中露面的版本（類似Z GUNDAM樣貌）則安排為繼承摩亞屈稱號的三弟衛有吾，因此衛有吾又得有「二代目摩亞屈」之稱。
頑馱無
平假名是「GUNDAM」，由稱為「BB戰士之父」今石進所起的漢字名稱。「武者O傳」中對此作出進一步解釋：「頑」是指「進攻」， 「馱無」是指「防守」。固然這種解釋，是彷效「SEED」中對「GUNDAM」的拆字解釋，不同的是，這種拆字方，或是與「GUNDAM」的英文名有關：「GUN」意謂手鎗，「DAM」意謂堤壩，就如鋼加農「GUNCANNON」用上CANNON，鋼坦克「GUNTANK」一樣，都是指它的特色裝備，至於「堤壩」，可能是指鋼彈擁有極強的裝甲，以及是三部MS中唯一有盾牌裝備。但依照鋼加農的装甲比鋼彈更加厚重的设定，或许“唯一有盾牌裝備”之说更加贴切一些。
麒麟之神器、天翔之神器、青龍之神器、孔雀之神器、白虎之神器、牛角之神器
伴隨武者系列模型發行，而推出的個別角色強化部件，現時已知的總共六件，但實際上商品化只有三件，分別是麒麟之神器（精太）、天翔之神器（犘亞屈）、青龍之神器（仁宇）。與另一款名為「強化武具」的裝備一樣，在同好間都是極之罕有的珍品。
至於孔雀之神器（百士貴）、白虎之神器（馱舞留精太）、牛角之神器（齋胡），最後並無推出，直至設定集「SD GUNDAM CATALOG」發行後，才重見天日。
頑馱無結晶
大將軍角飾上的六角型綠色水晶。鑲嵌於左右一對的鳳凰中央，猶如蝴蝶一樣的裝飾，是四大將軍共通的設計（千生大將軍雖然有同樣角飾，但由於其為BB戰士模型第100號，一般均視此設計為紀念及致敬所致）。蘊藏頑馱無軍團守護神鳳凰之力，也是大將軍力量泉源。
大將軍與闇皇帝同歸於盡後，曾以碎片狀態分散於五名嬰孩身上，即日後之「新生五人眾」。
「SD戰國傳」的頑馱無結晶，是來自鳳凰頑馱無擁有的「天之神器」，增強力量成初代大將軍後首次出現，此後同一顆結晶，經歷初代、二代目、三代目大將軍，最後三大將軍將力量傳送予荒烈驅主，成為四代目大將軍。與「新SD戰國傳」中，由大光帝與闇大帝融合後的結晶鳳凰賦予力量成為大將軍並不相同。
種子島
SD戰國傳中對實彈兵器，例如火鎗、機關鎗的統稱。彈藥除了一般模型附送的長條型子彈，亦有如齋胡及馱舞留精太使用的大口徑火箭炮彈。名稱來自日本戰國時代，將西洋火鎗傳入日本的種子島。
閃光銃、閃光炮（Beam）
SD戰國傳中對光束兵器，例如光束鎗、光束炮的稱呼。相對新SD戰國傳較多應用，「SD戰國傳」由於時代較早，僅有馱舞留精太自行製作、裝備在額頭的「大目牙閃光炮」，以及大將軍使用的「大目牙炮」。
目牙（Mega）、大目牙、大目牙炮（Omega Cannon）、大目牙閃光炮
較閃光炮威力更強的光束炮。「大目牙炮」為歷代頑馱無大將軍之專用火炮，號稱天宮之國最強火器。大將軍專用大目牙炮，通常為兩門火炮為一對，分置背包兩側，射擊時作九十度角傾前射擊，同時由於多半連接雙翼，因此部份亦兼有推進器功能。
「大目牙」及「目牙」泛指手鎗型大目牙炮，只有一門，體積較一般火鎗稍大。例如雷凰父親鳳凰，即使成為大初代大將軍，仍然沿用既有武器「羅武馱大目牙」。目牙與大目牙外形相似，不過威力稍遜後者。
「大目牙閃光炮」始於馱舞留精太，裝備在額上的強力火器，據說威力足以與大目牙炮匹敵。